# Aeropuerto Internacional de Mactán-Cebú
El Aeropuerto Internacional de Mactán-Cebú es un aeropuerto ubicado en las cercanías de la ciudad filipina de Cebú. Es un aeropuerto capacitado para recibir tanto vuelos de cabotaje, como internacionales de corto alcance.

## Aerolíneas y destinos
Se ofrece servicio a las siguientes ciudades a enero de 2020:
| Ciudades por países    | Nombre del aeropuerto                                  | Aerolíneas | Aeronaves                             | Frecuencias semanales |                   |
| América del Norte      | América del Norte                                      | América del Norte | América del Norte                     | América del Norte     | América del Norte |
| ---------------------- | ------------------------------------------------------ | --- | ------------------------------------- | --------------------- | ----------------- |
| Estados Unidos         |                                                        | |                                       |                       |                   |
| Los Ángeles            | Aeropuerto de Los Ángeles                              | Philippine Airlines |                                       |                       |                   |
| Asia                   |                                                        | |                                       |                       |                   |
| Corea del Sur          |                                                        | |                                       |                       |                   |
| Busan                  | Aeropuerto Internacional de Gimhae                     | Air Busan Jeju Air Jin Air | A32x B737 B7x7                        |                       |                   |
| Daegu                  | Aeropuerto de Daegu                                    | Jeju Air T'way Air | B737                                  |                       |                   |
| Seúl                   | Aeropuerto Internacional Incheon                       | Air Busan AirAsia Philippines Asiana Airlines Cebu Pacific Jeju Air Jin Air Korean Air Pan Pacific Airlines Philippine Airlines | A32x A320-200 A3xx B737 B7x7 A320-232 |                       |                   |
| Emiratos Árabes Unidos |                                                        | |                                       |                       |                   |
| Dubái                  | Aeropuerto Internacional de Dubái                      | Emirates |                                       |                       |                   |
| China                  |                                                        | |                                       |                       |                   |
| Cantón                 | Aeropuerto de Cantón                                   | China Southern Airlines |                                       |                       |                   |
| Chengdú                | Aeropuerto Internacional de Chengdu-Shuangliu          | Xiamen Air |                                       |                       |                   |
| Chongqing              | Aeropuerto Internacional de Chongqing-Jiangbei         | Sichuan Airlines |                                       |                       |                   |
| Kunming                | Aeropuerto Internacional de Kunming-Changshui          | Lucky Air |                                       |                       |                   |
| Nankín                 | Aeropuerto de Nankín                                   | China Eastern Airlines |                                       |                       |                   |
| Quanzhou               | Aeropuerto Internacional de Quanzhou-Jinjiang          | Xiamen Air |                                       |                       |                   |
| Shanghái               | Aeropuerto Internacional de Shanghái-Pudong            | Cebu Pacific China Eastern Airlines Juneyao Airlines                                                                            | A3xx                                  |                       |                   |
| Shenzhen               | Aeropuerto de Shenzhen                                 | AirAsia Philippines | A320-200                              |                       |                   |
| Xiamen                 | Aeropuerto Internacional de Xiamen-Gaoqi               | Xiamen Air |                                       |                       |                   |
| Filipinas              |                                                        | |                                       |                       |                   |
| Ángeles                | Aeropuerto Internacional de Clark                      | AirAsia Philippines Cebu Pacific Philippine Airlines                                                                            | A320-200 A3xx                         |                       |                   |
| Bacólod                | Aeropuerto Internacional de la Ciudad de Bacolod-Silay | Cebgo Cebu Pacific Philippine Airlines                                                                                          | ATR 72-600 A3xx                       |                       |                   |
| Busuanga               | Aeropuerto Francisco B. Reyes                          | Cebgo Philippine Airlines | ATR 72-600                            |                       |                   |
| Butuán                 | Aeropuerto de Bancasi                                  | Cebgo Philippine Airlines | ATR 72-600                            |                       |                   |
| Cagayán de Oro         | Aeropuerto de Laguindingán                             | AirAsia Philippines Cebgo Cebu Pacific Philippine Airlines                                                                      | A320-200 ATR 72-600 A3xx              |                       |                   |
| Calbayog               | Aeropuerto de Calbayog                                 | Cebgo | ATR 72-600                            |                       |                   |
| Del Carmen             | Aeropuerto de Sayak                                    | Cebgo Philippine Airlines | ATR 72-600                            |                       |                   |
| Dávao                  | Aeropuerto Internacional Francisco Bangoy              | AirAsia Philippines Cebu Pacific Philippine Airlines                                                                            | A320-200 A3xx                         |                       |                   |
| Dipolog                | Aeropuerto de Dipolog                                  | Cebgo Philippine Airlines | ATR 72-600                            |                       |                   |
| Dumaguete              | Aeropuerto de Sibulán                                  | Cebgo | ATR 72-600                            |                       |                   |
| El Nido                | Aeropuerto de El Nido                                  | AirSWIFT | ATR -600                              |                       |                   |
| General Santos         | Aeropuerto Internacional General Santos                | Cebu Pacific Philippine Airlines                                                                                                | A3xx                                  |                       |                   |
| Iloílo                 | Aeropuerto Internacional de Iloílo                     | Cebgo Cebu Pacific Philippine Airlines                                                                                          | ATR 72-600 A3xx                       |                       |                   |
| Kalibo                 | Aeropuerto Internacional de Kalibo                     | Cebu Pacific Philippine Airlines                                                                                                | A3xx                                  |                       |                   |
| Legazpi                | Aeropuerto Internacional de Legazpi                    | Cebgo Philippine Airlines | ATR 72-600                            |                       |                   |
| Malay                  | Aeropuerto Godofredo P. Ramos                          | AirAsia Philippines Cebu Pacific Philippine Airlines                                                                            | A320-200 A3xx                         |                       |                   |
| Mambajao               | Aeropuerto de Camiguin                                 | Cebgo Philippine Airlines | ATR 72-600                            |                       |                   |
| Manila                 | Aeropuerto Internacional Ninoy Aquino                  | AirAsia Philippines Cebu Pacific Philippine Airlines                                                                            | A320-200 A3xx                         |                       |                   |
| Ozámiz                 | Aeropuerto de Labo                                     | Cebgo Philippine Airlines | ATR 72-600                            |                       |                   |
| Pagadían               | Aeropuerto de Pagadían                                 | Cebgo | ATR 72-600                            |                       |                   |
| Puerto Princesa        | Aeropuerto Internacional de Puerto Princesa            | AirAsia Philippines Cebu Pacific Philippine Airlines                                                                            | A320-200 A3xx                         |                       |                   |
| Surigao                | Aeropuerto de Surigao                                  | Cebgo | ATR 72-600                            |                       |                   |
| Tacloban               | Aeropuerto Daniel Z. Romuáldez                         | Cebgo Philippine Airlines | ATR 72-600                            |                       |                   |
| Zamboanga              | Aeropuerto Internacional de Zamboanga                  | Cebgo Cebu Pacific Philippine Airlines                                                                                          | ATR 72-600 A3xx                       |                       |                   |
| Hong Kong              |                                                        | |                                       |                       |                   |
| Hong Kong              | Aeropuerto de Hong Kong                                | Cathay Pacific Cebu Pacific | A3xx                                  |                       |                   |
| Japón                  |                                                        | |                                       |                       |                   |
| Nagoya                 | Aeropuerto Chubu Centrair                              | Philippine Airlines |                                       |                       |                   |
| Osaka                  | Aeropuerto Internacional de Kansai                     | Philippine Airlines |                                       |                       |                   |
| Tokio                  | Aeropuerto Internacional de Narita                     | Cebu Pacific Philippine Airlines                                                                                                | A3xx                                  |                       |                   |
| Macao                  |                                                        | |                                       |                       |                   |
| Macao                  | Aeropuerto Internacional de Macao                      | AirAsia Philippines Cebu Pacific                                                                                                | A320-200 A3xx                         |                       |                   |
| Malasia                |                                                        | |                                       |                       |                   |
| Kuala Lumpur           | Aeropuerto de Kuala Lumpur                             | AirAsia Philippines | A320-200                              |                       |                   |
| Catar                  |                                                        | |                                       |                       |                   |
| Doha                   | Aeropuerto de Doha                                     | Qatar Airways |                                       |                       |                   |
| Singapur               |                                                        | |                                       |                       |                   |
| Singapur               | Aeropuerto Changi                                      | AirAsia Philippines Cebu Pacific Scoot SilkAir                                                                                  | A320-200 A3xx                         |                       |                   |
| Tailandia              |                                                        | |                                       |                       |                   |
| Bangkok                | Aeropuerto Suvarnabhumi                                | Philippine Airlines |                                       |                       |                   |
| Taiwán                 |                                                        | |                                       |                       |                   |
| Kaohsiung              | Aeropuerto Internacional de Kaohsiung                  | AirAsia Philippines | A320-200                              |                       |                   |
| Taipéi                 | Aeropuerto Internacional de Taiwán Taoyuan             | AirAsia Philippines EVA Air Tigerair Taiwan                                                                                     | A320-200 A32x                         |                       |                   |
| Europa                 |                                                        | |                                       |                       |                   |
| Turquía                |                                                        | |                                       |                       |                   |
| Estambul               | Aeropuerto de Estambul                                 | Turkish Airlines (Vía MNL) |                                       |                       |                   |

## Estadísticas
Ver fuente y consulta Wikidata.